# 威尔士共产党
威尔士共产党（英語：Welsh Communist Party），简称威共，是不列颠共产党在威尔士的分支。该党拥有100多名成员，在威尔士全境设有9个支部。
不列颠共产党中央委员会总书记罗伯特·格里菲斯是威尔士人，曾在威尔士的共产党组织中活动。